# Вижницька ратуша
Ви́жницька ра́туша — приміщення магістрату, органу міського самоврядування міста Вижниці (Чернівецька область, Україна). 

## Відомості

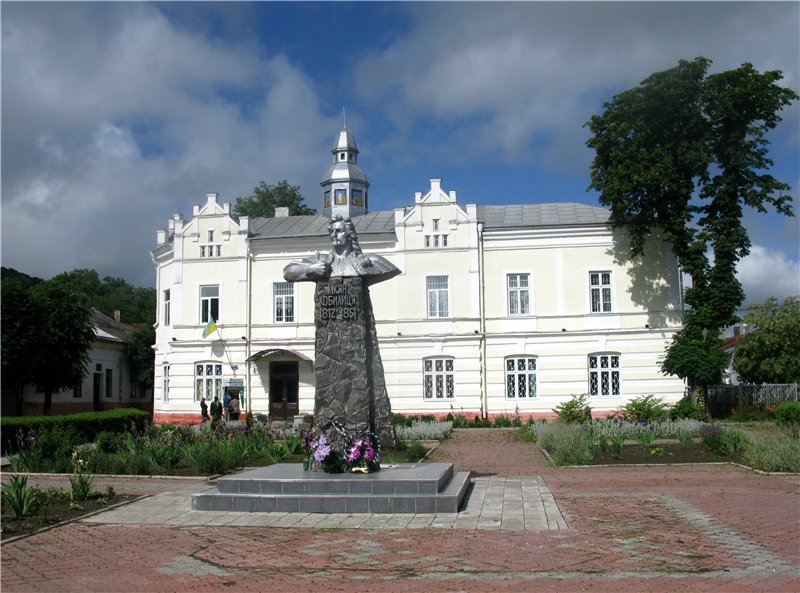
Ратуша в 2013 році

Ратуша побудована на початку XX ст. Розташована на центральній площі міста — пл. Героїв Майдану, з її західного боку. Споруда двоповерхова, у плані П-подібна. Зведена у класичному стилі з елементами еклектики. Будівлю завершує невелика вежа-сиґнатурка — восьмикутна у плані, покрита листовим залізом. 
За весь час свого існування ратуша виконувала адміністративні функції: була магістратом за Австро-Угорщини, примарією — під час румунської окупації, повітовою управою — за часів відновлення української державності у 1918—1920 роках. У часи Незалежної України тут було відділення Держказначейства, а декілька років тому в будівлі розмістився міській суд.